# Tipula (Acutipula) pomposa
Tipula (Acutipula) pomposa is een tweevleugelige uit de familie langpootmuggen (Tipulidae). De soort komt voor in het Afrotropisch gebied.